# Коталла
Коталла (англ. Cotulla) — город в США, расположенный в южной части штата Техас, административный центр округа Ла-Салл. По данным переписи за 2010 год число жителей составляло 3603 человека, по оценке Бюро переписи США в 2017 году в городе проживало 4178 человек.

## История

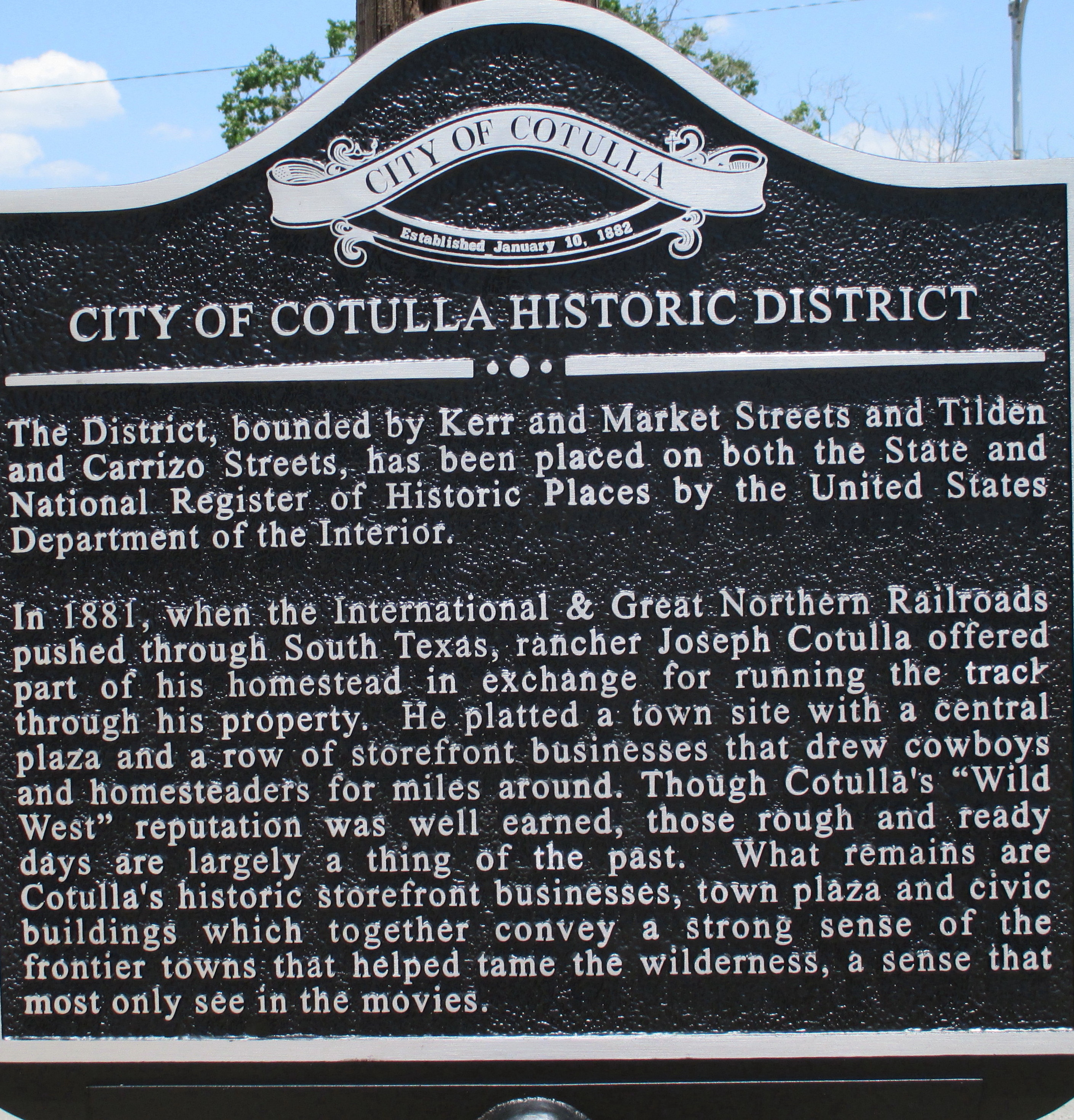
Памятная табличка в историческом центре города

Город назван в честь польского иммигранта Джозефа Коталлы. В 1881 году Коталла передал 120 акров земли для строительства железной дороги International-Great Northern Railroad. В 1882 году было построено депо, началась продажа лотов нового города. В 1883 году было открыто почтовое отделение, построены магазин, гостиница и тюрьма. В том же году было проведено специальное голосование, на котором Коталла была избрана административным центром округа. К 1890 году в городе работали три магазина, две церкви, салун, банк, мельница и хлопкоочистительная машина, издавалось две еженедельных газеты. В первые годы Коталла зарекомендовала себя криминальным городом. Кондукторы, объявляя остановку в городе, кричали «Коталла! Готовьте своё оружие». По некоторым данным в городе в перестрелках в те времена погибло 3 шерифа и 19 жителей. Вместе с тем, в городе развивалась и цивилизованная часть, так в 1885 году в местной школе обучалось 135 человек, в 1886 году в городе разгорелись дебаты на тему женского образования. Школьные записи 1896 — 1906 годов свидетельствуют о том, что в Коталле существовала отдельная школа для негров.
Основные доходы Коталле приносило скотоводство. К 1914 году в городе насчитывалось около 1800 жителей, работало три гостиницы, два банка, два ресторана, завод по заготовке льда, электростанция и кинотеатр. В середине 1920-х годов были построены новые школы, а в 1937 году была открыта библиотека города. В 1949 году в городе был построен аэропорт. В начале 1950-х годов в регионе была обнаружена нефть, и это способствовало развитию экономики города.

## География

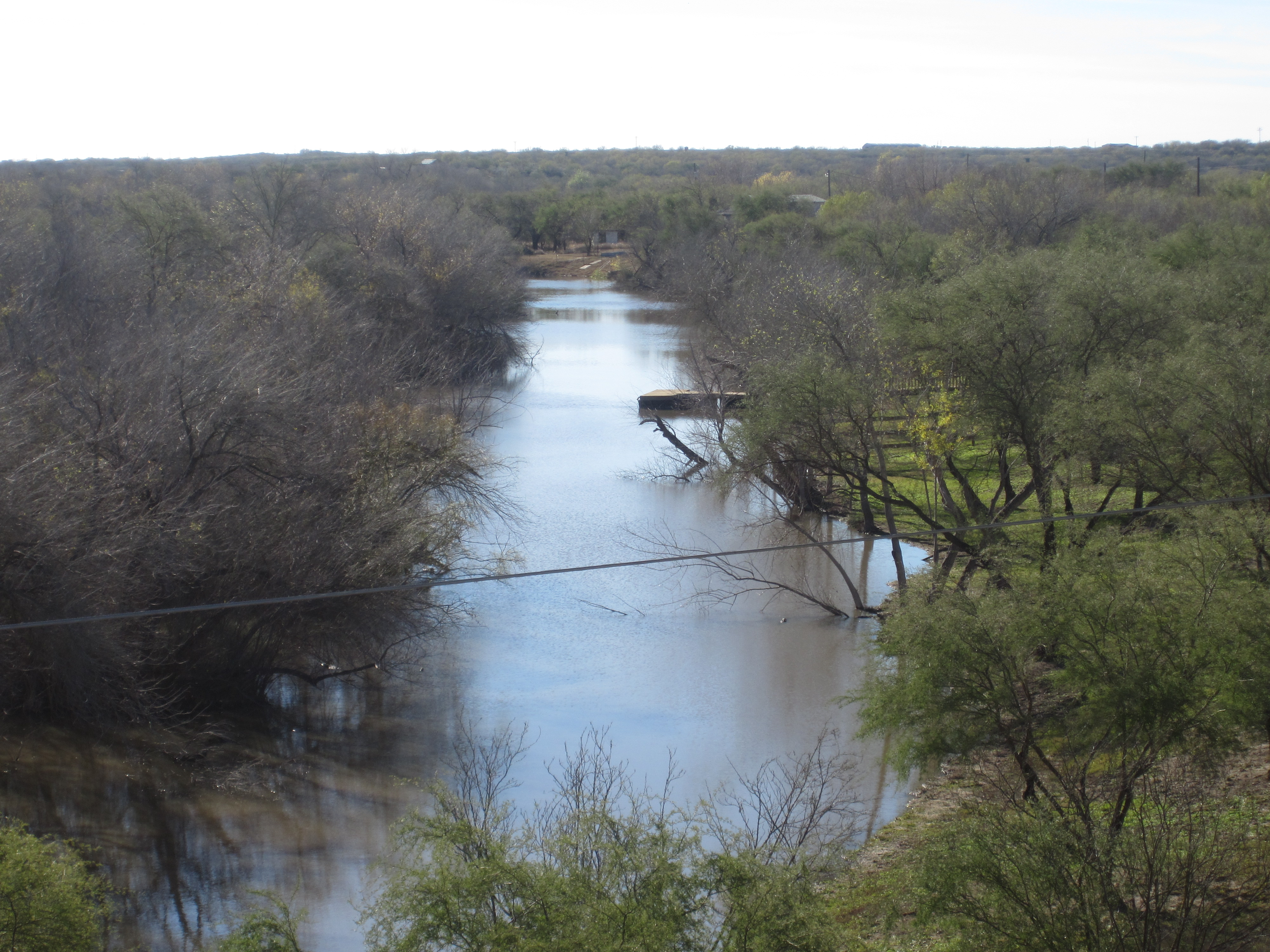
Река Нуэсес в городе

Коталла находится в северо-западной части округа, его координаты: 28°26′11″ с. ш. 99°14′12″ з. д..
Согласно данным бюро переписи США, площадь города составляет около 5,2 км2, практически полностью занятых сушей.

### Климат
Согласно классификации климатов Кёппена, в Коталле преобладает семиаридный климат низких широт (Bsh).
| Показатель                    | Янв.  | Фев. | Март | Апр. | Май  | Июнь | Июль | Авг. | Сен. | Окт. | Нояб. | Дек. | Год   |
| ----------------------------- | ----- | ---- | ---- | ---- | ---- | ---- | ---- | ---- | ---- | ---- | ----- | ---- | ----- |
| Абсолютный максимум, °C       | 35,6  | 37,2 | 41,1 | 41,1 | 41,7 | 42,8 | 43,9 | 43,3 | 41,1 | 38,9 | 33,9  | 36,7 | 43,9  |
| Средний суточный максимум, °C | 18,4  | 21,1 | 25,5 | 29,8 | 32,4 | 35,3 | 36,9 | 36,8 | 33,5 | 29,1 | 23,2  | 19,7 | 28,4  |
| Средняя температура, °C       | 12    | 14,4 | 18,5 | 23,1 | 26,1 | 28,9 | 30,2 | 30,1 | 27,4 | 22,7 | 16,8  | 13,1 | 21,9  |
| Средний суточный минимум, °C  | 5,6   | 7,6  | 11,5 | 16,4 | 19,7 | 22,6 | 23,5 | 23,3 | 21,3 | 16,2 | 10,4  | 6,4  | 15,4  |
| Абсолютный минимум, °C        | −13,9 | −9,4 | −3,3 | 2,8  | 7,2  | 14,4 | 18,3 | 17,2 | 8,9  | 1,7  | −6,1  | −8,9 | −13,9 |
| Норма осадков, мм             | 21    | 18   | 32   | 70   | 77   | 74   | 74   | 92   | 96   | 76   | 31    | 19   | 681   |
| Источник: weatherbase.com     |       |      |      |      |      |      |      |      |      |      |       |      |       |

## Население

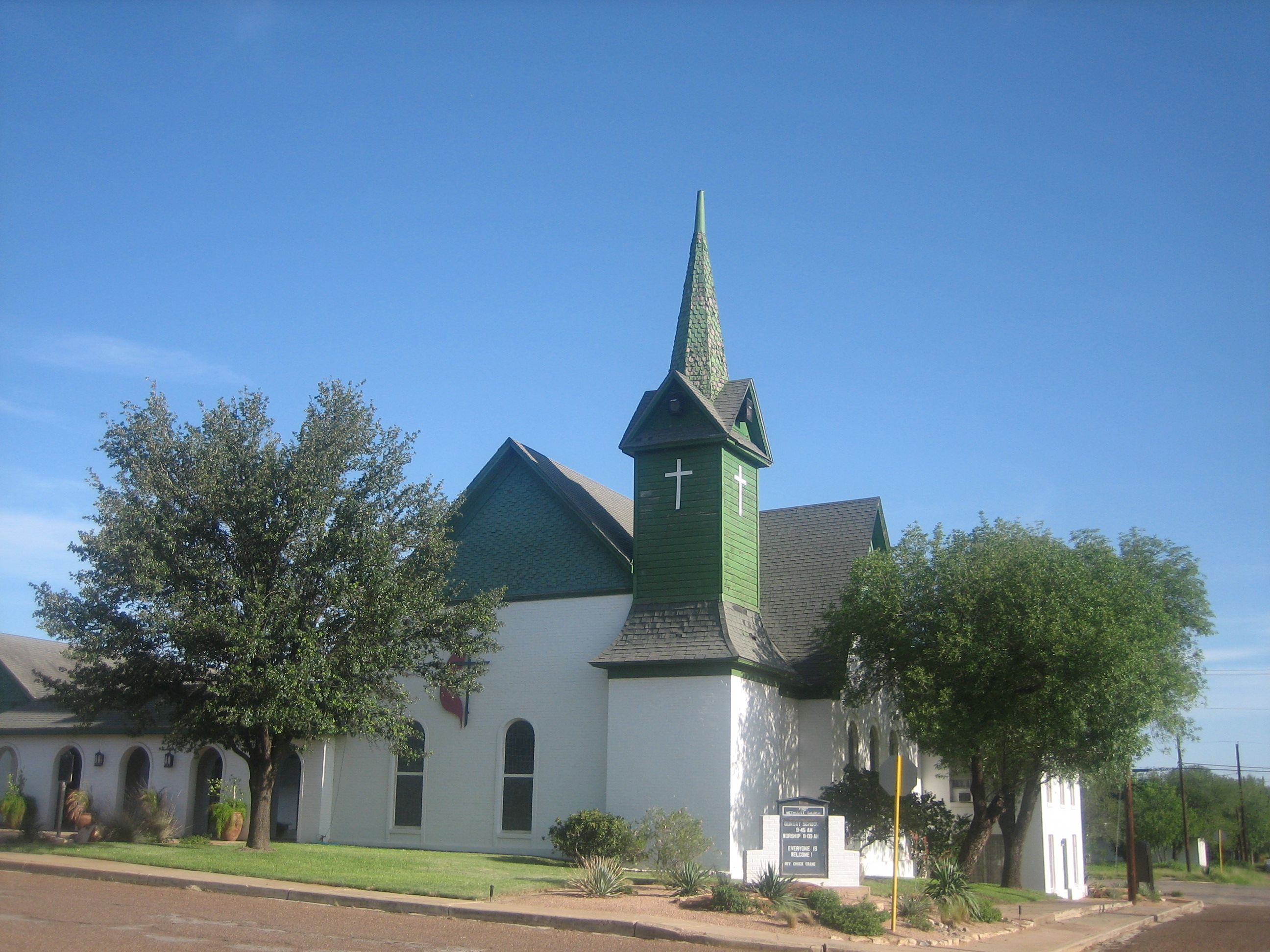
Первая методистская церковь в Коталле

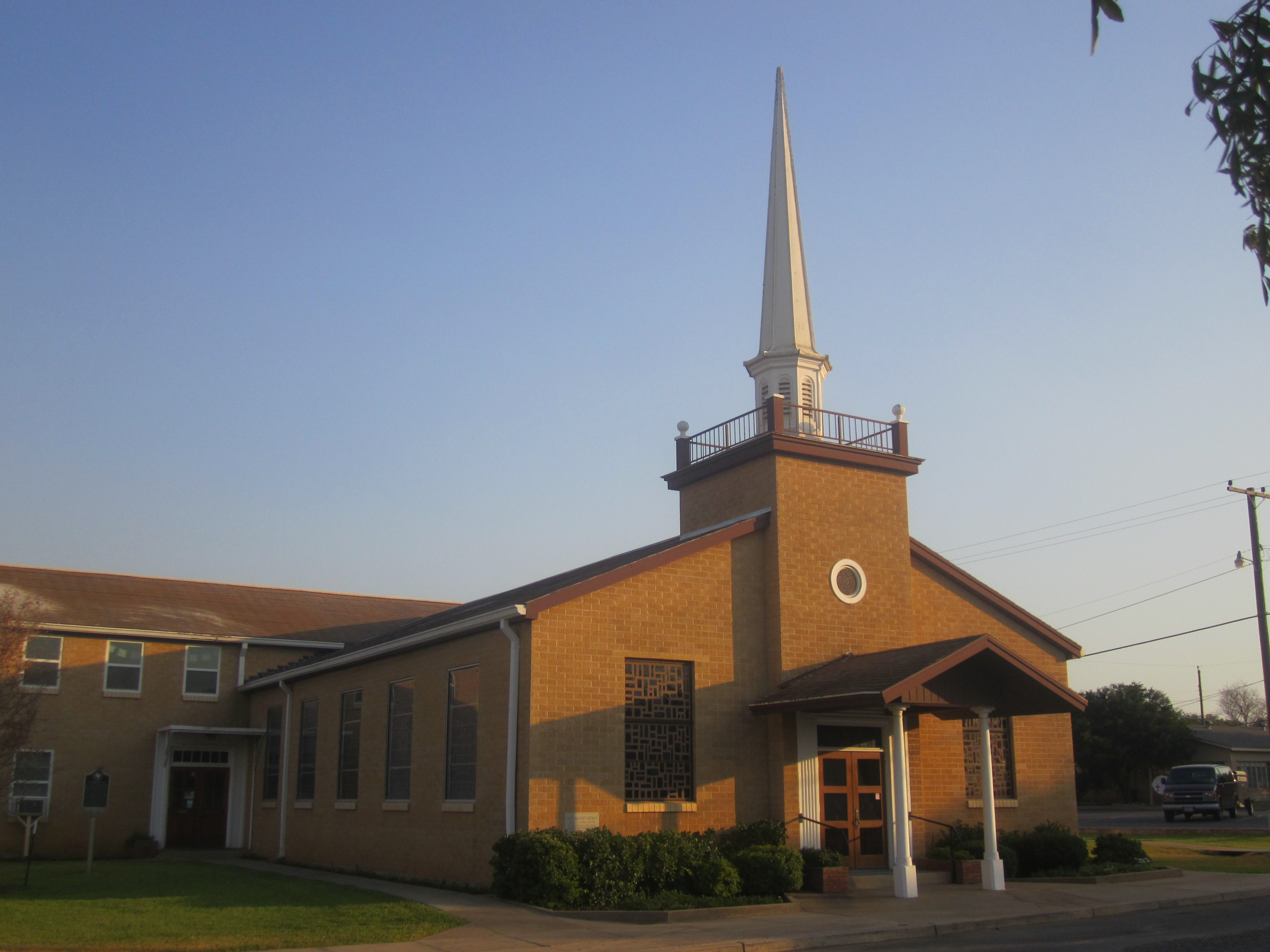
Первая баптистская церковь Коталлы, основанная в 1880 году

Согласно переписи населения 2010 года в городе проживало 3603 человек, было 1277 домохозяйств и 908 семей. Расовый состав города: 87,4 % — белые, 0,6 % — афроамериканцы, 0,4 % —
коренные жители США, 0,2 % — азиаты, 0 % — жители Гавайев или Океании, 9,8 % — другие расы, 1,6 % — две и более расы. Число испаноязычных жителей любых рас составило 87,3 %.
Из 1277 домохозяйств, в 39,5 % живут дети младше 18 лет. 45,4 % домохозяйств представляли собой совместно проживающие супружеские пары (18 % с детьми младше 18 лет), в 19,5 % домохозяйств женщины проживали без мужей, в 6,2 %
домохозяйств мужчины проживали без жён, 28,9 % домохозяйств не являлись семьями. В 25,9 % домохозяйств проживал только один человек, 12,1 % составляли одинокие пожилые люди (старше 65 лет). Средний размер домохозяйства составлял 2,82 человека. Средний размер семьи — 3,39 человека.
Население города по возрастному диапазону распределилось следующим образом: 32,3 % — жители младше 20 лет, 22,4 % находятся в возрасте от 20 до 39, 29,9 % — от 40 до 64, 15,2 % — 65 лет и старше. Средний возраст составляет 35,4 года.
Согласно данным опросов пяти лет с 2013 по 2017 годы, медианный доход домохозяйства в Коталле составляет 36 486 долларов США в год, медианный доход семьи — 51 230 долларов. Доход на душу населения в городе составляет 36 431 доллар. Около 9,6 % семей и 9,3 % населения находятся за чертой бедности. В том числе 6,5 % в возрасте до 18 лет и 18,4 % старше 65 лет.

## Местное управление
Управление городом осуществляется мэром и городским советом, состоящим из 5 человек.
Другими важными должностями, на которые происходит наём сотрудников, являются:
- Городской секретарь
- Городской администратор
- Городской юрист

## Инфраструктура и транспорт
Основными автомагистралями, проходящими через Коталлу, являются:
- межштатная автомагистраль I-35 с севера от Пирсолла на юг к Ларедо.
- автомагистраль 97 штата Техас начинается в Коталле и идёт на северо-запад к Джердантона.

В городе располагается окружной аэропорт Коталла — Ла-Салл. Аэропорт располагает одной взлётно-посадочной полосой длиной 1830 метров. Ближайшим аэропортом, выполняющим коммерческие рейсы, является международный аэропорт Ларедо. Аэропорт находится примерно в 110 километрах к югу от Коталлы.

## Образование
Город обслуживается независимым школьным округом Коталла.

## Отдых и развлечения

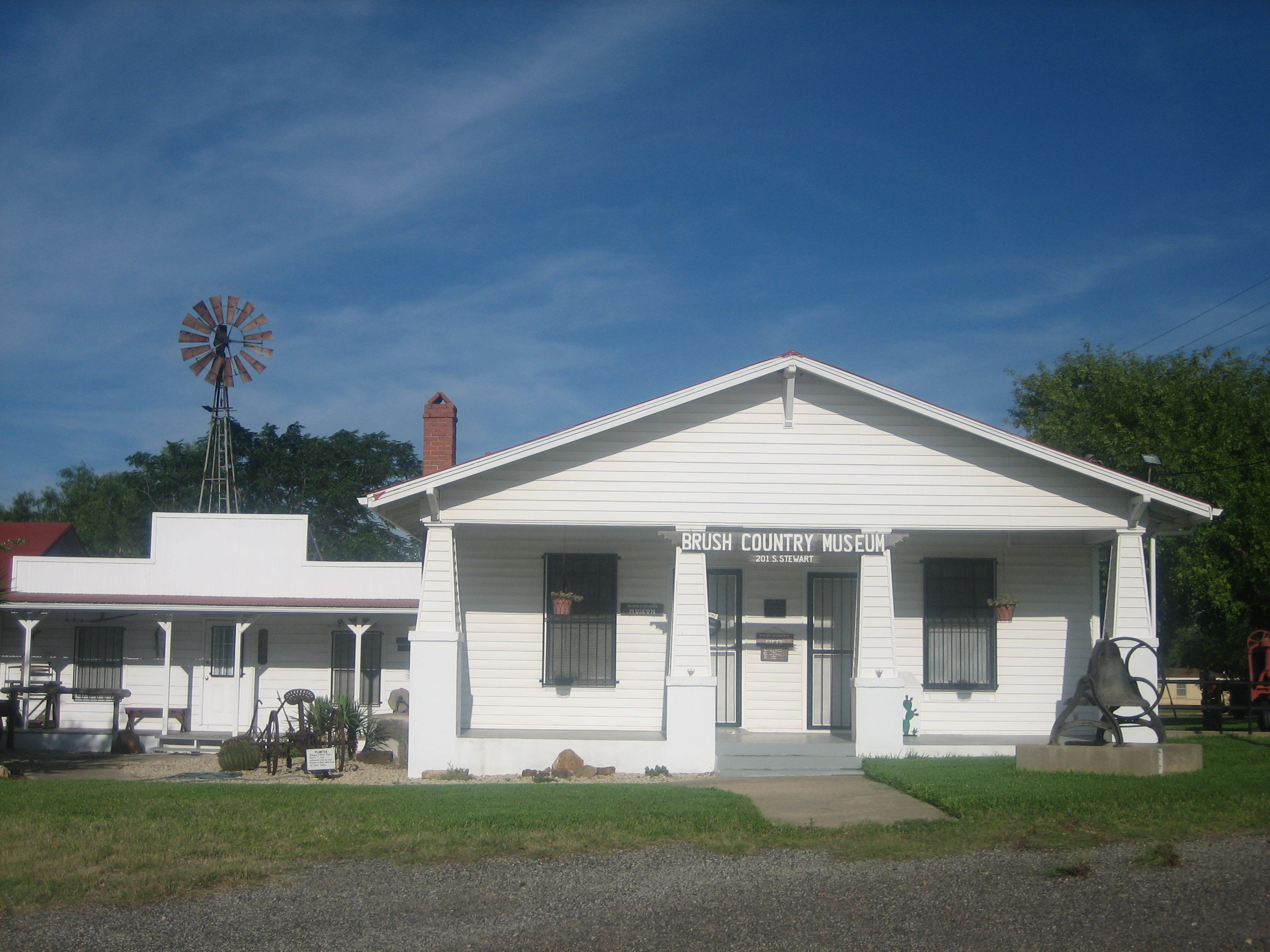
Музей Brush Country в Коталле, хранящий экспонаты региональной истории.

В центре города располагается музей региональной истории Браш-Кантри. Поддержку музея осуществляет историческая комиссия округа Ла-Салл.